# Monts Prénestiens
Les monts Prénestiens sont un massif montagneux italien faisant partie de la chaîne des Apennins au sud-est de Rome. Ils sont orientés dans un axe nord-sud et sont séparés des monts Lucrétiliens et des monts Tiburtins au nord par le fossé d'Empiglione, des monts Ruffiens au nord-est par la rivière Fiumicino, et au sud par la rivière Sacco. Ils couvrent les communes de Palestrina, Capranica Prenestina, Castel San Pietro Romano, Poli, Rocca di Cave, et Ciciliano.

## Principaux sommets
- Mont Guadagnolo à 1 218 m où se trouve le village de Guadagnolo, frazione de Capranica Prenestina.

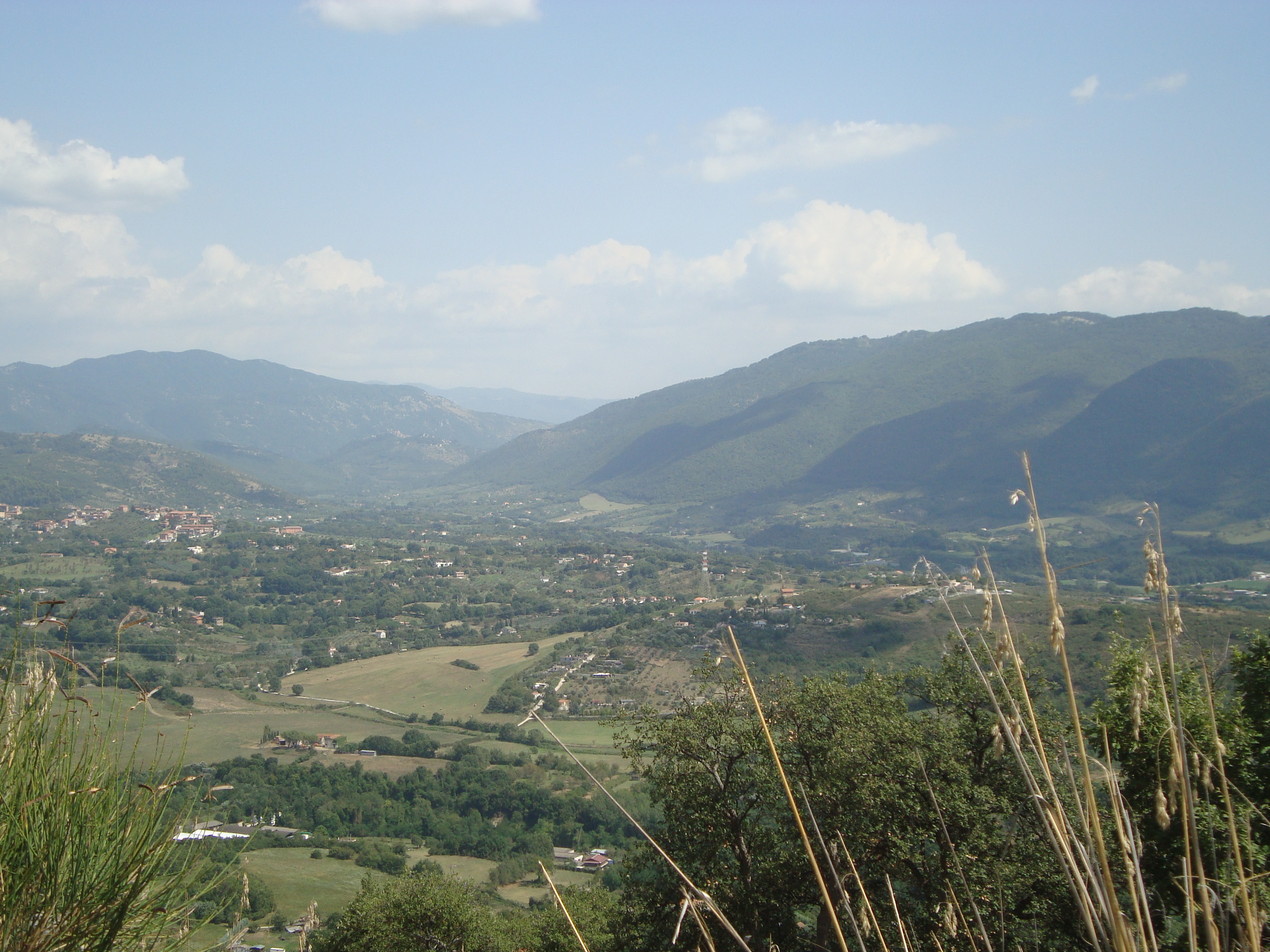
Vue des monts Prénestiens (sur la droite) et de la vallée de l'Aniene au nord de Tivoli.

- Mont Cerella à 1 202 m.